# Heterachthes pallidipennis
Heterachthes pallidipennis är en skalbaggsart som först beskrevs av Thomson 1865.  Heterachthes pallidipennis ingår i släktet Heterachthes och familjen långhorningar. Inga underarter finns listade i Catalogue of Life.